# Aphelandra schiedeana
Aphelandra schiedeana är en akantusväxtart som beskrevs av Adelbert von Chamisso och Schltdl.. Aphelandra schiedeana ingår i släktet Aphelandra och familjen akantusväxter. Utöver nominatformen finns också underarten A. s. gigantiflora.